# Science-Fiction-Jahr 1956
Übersicht

◄◄ | ◄ | 1952 | 1953 | 1954 | 1955 | Science-Fiction-Jahr 1956 | 1957 | 1958 | 1959 | 1960 | ► | ►►

Weitere Ereignisse